# 下襲

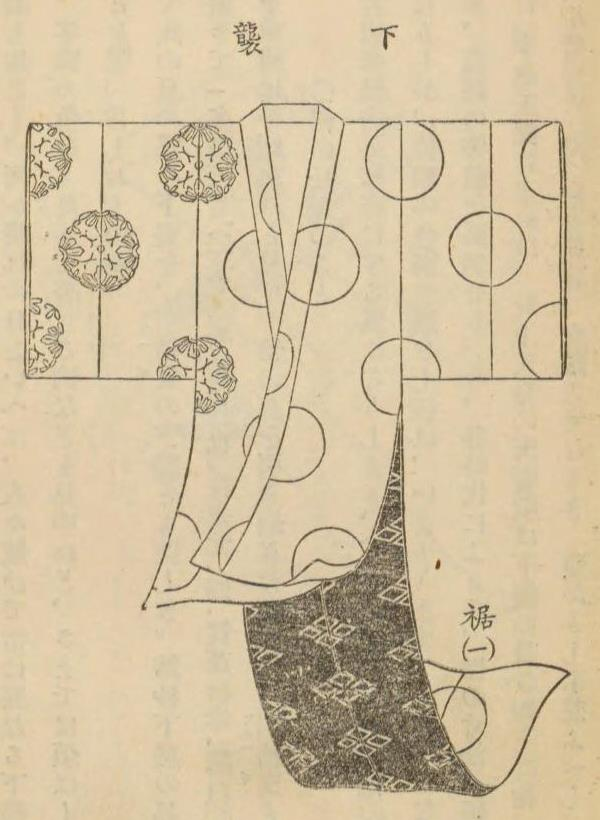
下襲

下襲（したがさね）とは、束帯及び布袴装束のとき袍と半臂の間に着る衣服。

## 概要
表地を冬は綾か平絹、夏は紗などで仕立て、裏地を平絹などを板引加工したもので作った。
身頃は二巾、襟は打ち合わせのあるもので脇は縫われていないが、後身頃の裾を長く仕立てている（続裾）。
この裾は身分差などを表現するようになって極端に長くなり、邪魔にならないように別仕立て（別裾）にするようになった。
行幸などで屋外で活動する際には、石帯に下襲の裾を挟んで邪魔にならないようにしていた。
鎌倉時代には臣下は皆別裾になったが、ただ天皇と皇太子のみは昔ながらの続裾を用いる。
通常、束帯装束か布袴装束の時のみ着るものだが、摂関期には若い皇族男子のみ「大君姿」と称して直衣装束に下襲を重ねることがあった。
行幸など「はれの日」には、顔料で文様を描く「染下襲」着用が許された。

## 下襲の色目
- 躑躅：表が白で裏が濃蘇芳（黒紅色）後に裏が黒。若年者や壮年者が通常用いたもの。
- 柳：表が白で裏が青（現在の緑色）。老年者が通常用いたもの。
- 紅梅：表が紅梅色（濃いピンク）で裏が蘇芳（濃い赤紫）。冬から春の中ごろまで着用でき、正月行事などに用いたもの。
- 松重：表が青（緑色）で裏が紫。天皇や皇族の供をする時や競馬などに用いたもの。
- 黄紅葉：表が黄で裏が蘇芳。九月から十一月まで着用でき、儀式や宴などの晴れの席に用いたもの。
- 菊：表が白で裏が蘇芳。十月から十一月まで着用でき、晴れの席に用いる。
- 裏山吹：表が黄で裏が紅。冬から春まで着用でき、御賀や行幸などに用いる。
- 桜：表が白で裏が葡萄染（ワインレッド）。春の間着用でき、晴れの席に用いた。
- 葡萄：表が蘇芳で裏が縹（水色）。冬から春まで着用し、春日行幸などの儀式に着用される。